# 2015年夏季世界大學運動會安哥拉代表團
2015年夏季世界大學運動會安哥拉代表團，是安哥拉派出的2015年夏季世界大學運動會代表團，共計1人參賽，未獲得任何獎牌。